# Schistura
Schistura – rodzaj słodkowodnych ryb z rodziny Nemacheilidae. 

## Klasyfikacja
Gatunki zaliczane do tego rodzaju:
| - Schistura acuticephalus - Schistura alta - Schistura alticrista - Schistura altipedunculatus - Schistura amplizona - Schistura anambarensis - Schistura antennata - Schistura aramis - Schistura arifi - Schistura athos - Schistura atra - Schistura aurantiaca - Schistura bachmaensis - Schistura bairdi - Schistura balteata - Schistura baluchiorum - Schistura bannaensis - Schistura beavani - Schistura bella - Schistura bolavenensis - Schistura breviceps - Schistura bucculenta - Schistura callichromus - Schistura callidora - Schistura carbonaria - Schistura cataracta - Schistura caudofurca - Schistura chapaensis - Schistura chindwinica - Schistura chrysicristinae - Schistura cincticauda - Schistura clatrata - Schistura conirostris - Schistura coruscans - Schistura crabro - Schistura cryptofasciata - Schistura curtistigma - Schistura dalatensis - Schistura daubentoni - Schistura dayi - Schistura deansmarti - Schistura defectiva - Schistura deignani - Schistura desmotes - Schistura devdevi - Schistura diminuta - Schistura disparizona - Schistura dorsizona - Schistura dubia - Schistura elongata - Schistura ephelis - Schistura fasciata - Schistura fascimaculata - Schistura fasciolata - Schistura finis - Schistura fowleriana - Schistura fusinotata - Schistura geisleri - Schistura globiceps - Schistura harnaiensis - Schistura himachalensis - Schistura hingi - Schistura horai - Schistura humilis - Schistura huongensis - Schistura imitator - Schistura implicata - Schistura incerta - Schistura irregularis - Schistura isostigma - Schistura jarutanini - Schistura kangjupkhulensis - Schistura kaysonei - Schistura kengtungensis - Schistura khamtanhi - Schistura khugae - Schistura kloetzliae - Schistura kohatensis - Schistura kohchangensis - Schistura kongphengi - Schistura kontumensis - Schistura kottelati - Schistura laterimaculata - Schistura latidens - Schistura latifasciata - Schistura leukensis - Schistura lingyunensis - Schistura longa - Schistura machensis - Schistura macrocephalus - Schistura macrolepis | - Schistura macrotaenia - Schistura maculiceps - Schistura maepaiensis - Schistura magnifluvis - Schistura mahnerti - Schistura malaisei - Schistura manipurensis - Schistura melarancia - Schistura menanensis - Schistura minutus - Schistura moeiensis - Schistura multifasciata - Schistura nagaensis - Schistura nagodiensis - Schistura nalbanti - Schistura namboensis - Schistura nandingensis - Schistura nasifilis - Schistura nebeshwari - Schistura nicholsi - Schistura nielseni - Schistura niulanjiangensis - Schistura nomi - Schistura notostigma – śliz pomarańczowoplamy - Schistura novemradiata - Schistura nudidorsum - Schistura obeini - Schistura oedipus - Schistura pakistanica - Schistura papulifera - Schistura paucicincta - Schistura paucifasciata - Schistura pellegrini - Schistura personata - Schistura pertica - Schistura pervagata - Schistura poculi - Schistura porthos - Schistura prashadi - Schistura pridii - Schistura procera - Schistura prolixifasciata - Schistura pseudofasciolata - Schistura psittacula - Schistura pumatensis - Schistura punctifasciata - Schistura punjabensis - Schistura quaesita - Schistura quasimodo - Schistura rara - Schistura reidi - Schistura rendahli - Schistura reticulata - Schistura reticulofasciata - Schistura rikiki - Schistura robertsi - Schistura rupecula - Schistura russa - Schistura savona - Schistura scaturigina - Schistura schultzi - Schistura scyphovecteta - Schistura sertata - Schistura sexcauda - Schistura shadiwalensis - Schistura sharavathiensis - Schistura sigillata - Schistura sijuensis - Schistura sikmaiensis - Schistura similis - Schistura sokolovi - Schistura sombooni - Schistura spekuli - Schistura spiesi - Schistura spiloptera - Schistura spilota - Schistura suber - Schistura susannae - Schistura tenura - Schistura thanho - Schistura tigrinum - Schistura tirapensis - Schistura tizardi - Schistura tubulinaris - Schistura udomritthiruji - Schistura vinciguerrae - Schistura waltoni - Schistura xhatensis - Schistura yersini - Schistura zonata |

Gatunkiem typowym jest Cobitis rupecula (S. rupecula).